# Lei de inércia de Sylvester
Em álgebra linear, a lei de inércia de Sylvester é um teorema que descreve invariantes de matrizes quadrada simétricas com elementos reais e formas quadráticas reais.
É nomeado devido a J.J. Sylvester que publicou sua demonstração em 1852.
Seja A uma matriz quadrada simétrica n×n. Cada  matriz não degenerada S de mesmo tamanho converte A em outra matriz simétrica B como
B = SAST
e B é dito ser equivalente a A. transformações deste tipo são descritas como efeito de uma alteração de coordenadas na matriz de uma forma quadrática no espaço vetorial real n-dimensional.